# Porozina
Porozina (olaszul:  Faresina) falu Horvátországban Tengermellék-Hegyvidék megyében. Közigazgatásilag Creshez tartozik.

## Fekvése
Cres szigetének északi részén Cres városától 22 km-re északnyugatra, a sziget északnyugati partján, az Isztria-félszigettel szemben fekszik. Cres szigete ezen ponton fekszik legközelebb a kontinenshez, kompjárat köti össze az isztriai Zagorjével. A település mára már két részből áll. A part melletti régi Porozinából és a kikötő feletti dombon épült új Porozinából, ahol az elmúlt húsz évben hétvégi házak épültek.

## Története
A kikötő feletti dombon az ókorban világítótorony állt, mely alapján a hely a „Pharum insulae” nevet kapta. Ebből lett az olasz "Faresina", majd a horvát "Porozina" név. A 15. században a ferences atyák Szent Miklós tiszteletére kolostort és gótikus templomot építettek ide. Az épületek még ma is láthatók a falu feletti dombtetőn. A kolostor a ferences harmadrendhez tartozott, akik a 13. században még ószláv liturgikus nyelven miséztek. A templomot többször is kifosztották, majd a 16. században fel is gyújtották. A templom újjáépítve a mai napig fennmaradt, a kolostor épülete azonban a 18. század vége óta elhagyatva üresen állt és 1843-ban nagyrészt összeomlott. Falai ma is emelet magasságban állnak a templom mellett. A maradványokból ítélve végső formájában reneszánsz stílusú volt.
A sziget többi részével együtt 1822-től osztrák uralom alatt állt, majd 1867 és 1918 között az Osztrák–Magyar Monarchia része volt. 1890-ben 10, 1910-ben 3 lakosa volt. Az Osztrák-Magyar Monarchia bukását rövid olasz uralom követte, majd a település a Szerb–Horvát–Szlovén Királyság része lett. A második világháború idején olasz csapatok szállták meg. A háborút követően újra Jugoszláviához került. 1991-ben az önálló horvát állam része lett. A korábban szinte néptelen település kedvező fekvésének, a kompjáratnak és a turista forgalomnak köszönhetően az utóbbi évtizedekben dinamikusan fejlődött, kedvelt üdülőhellyé vált. 2011-ben már 31 állandó lakosa volt.

## Lakosság
| Lakosság változása | Lakosság változása | Lakosság változása | Lakosság változása | Lakosság változása | Lakosság változása | Lakosság változása | Lakosság változása | Lakosság változása | Lakosság változása | Lakosság változása | Lakosság változása | Lakosság változása | Lakosság változása | Lakosság változása | Lakosság változása |
| ------------------ | ------------------ | ------------------ | ------------------ | ------------------ | ------------------ | ------------------ | ------------------ | ------------------ | ------------------ | ------------------ | ------------------ | ------------------ | ------------------ | ------------------ | ------------------ |
| 1857               | 1869               | 1880               | 1890               | 1900               | 1910               | 1921               | 1931               | 1948               | 1953               | 1961               | 1971               | 1981               | 1991               | 2001               | 2011               |
| 0                  | 0                  | 0                  | 10                 | 5                  | 3                  | 0                  | 0                  | 0                  | 2                  | 2                  | 3                  | 0                  | 0                  | 20                 | 31                 |

## Nevezetességei
- Szent Miklós tiszteletére szentelt gótikus temploma[4] a 15. században épült. A 16. században felgyújtották, de ezután újjáépítették, majd barokk stílusban építették át. A templomban a templom alapítóinak, Petris és Bokina cresii patríciusoknak a sírkövei találhatók, később gravírozott dátumokkal, glagolita betűkkel.
- Az egykori ferences kolostor harmadrendi romjai a templom mellett emeletnyi magasságban állnak. A 16. századi épületmaradványokon barokk átépítés nyomai láthatók. A kolostort 1843-ban szüntették meg.
- A kolostor körül egykori erődfalak maradványai látszanak négyszögletes, sokszögű és hengeres tornyok alapfalaival.
- A Porozina közelében található Prestenica-világítótorony[5] épülete az Adria keleti partjának egyik világítótornya, amelyet a Központi Tengerészeti Hatóság a vasúti pályatesteknek a kikötőkbe történő kiépítésekor terveztetett és építtetett. A Prestenica-fokon található világítótornyot 1872-ben adták át. Feladata, hogy jelezze a Vela Vrata és a Fiumei-öböl bejáratát. A világítótorony a fiumei kikötő felé vezető tengeri világítótorony rendszer része, amely a Magyarországot a tengerrel összekötő vasút építésével összefüggésben épült.